# Irena Kuzora-Ziarno
Irena Kuzora-Ziarno z domu Lindner (ur. 17 lipca 1928 w Warszawie, zm. 22 grudnia 2015 w Rzeszowie) – polska elektrotechnik, nauczyciel akademicki. 

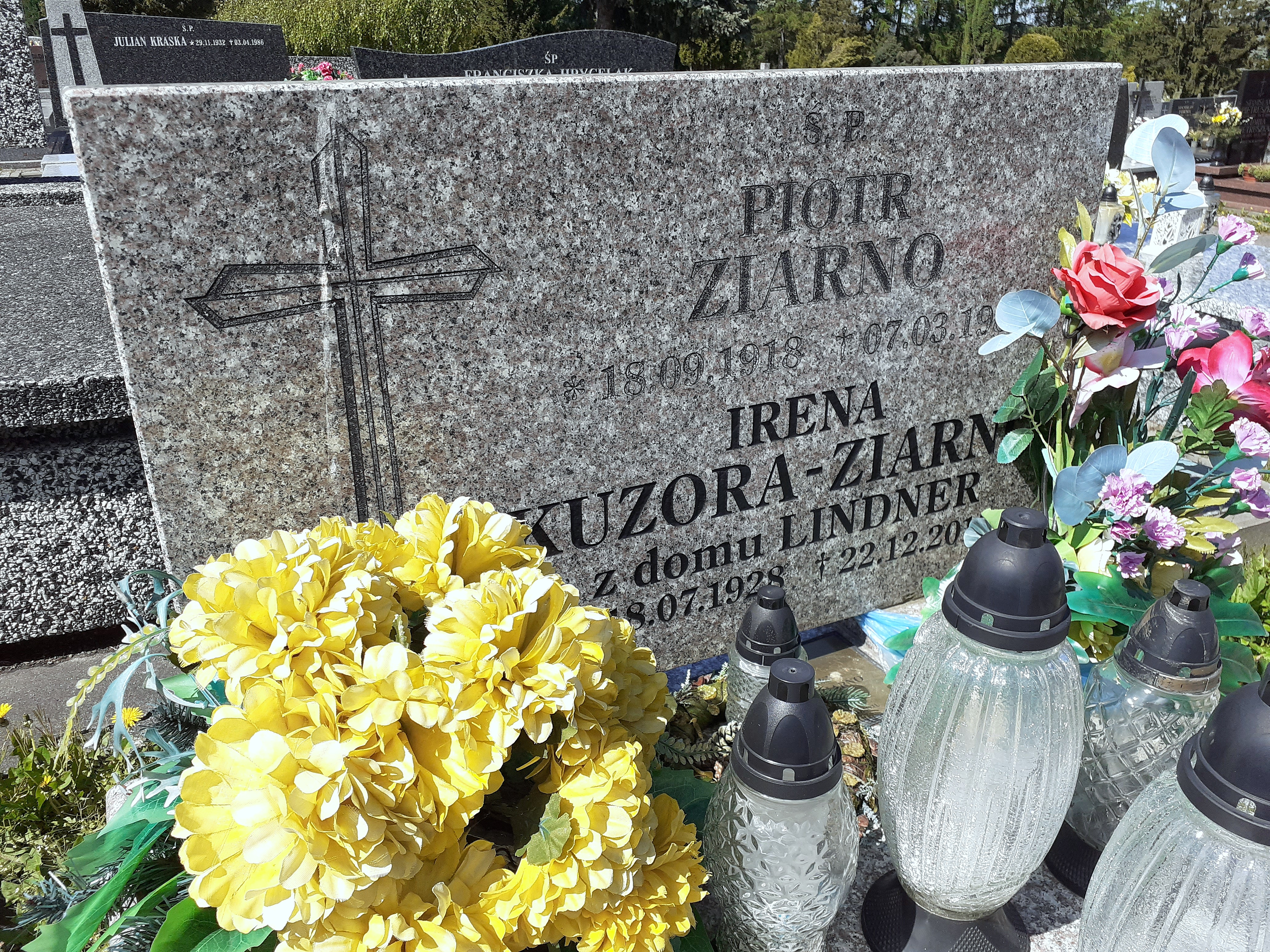
Grobowiec Ireny i Piotra Ziarnów

## Życiorys
Córka Ronnalda Lindnera i Cecylii Sknypisiske. W 1947 rozpoczęła studia na Politechnice Gdańskiej na Wydziale Elektrycznym, podczas studiów w 1950 rozpoczęła pracę jako asystentka na Wydziale Matematycznym. W 1952 ukończyła studia z oceną bardzo dobra, do 1955 kontynuowała pracę asystentki. Następnie przeniosła się na Wydział Elektrotechniki Teoretycznej, gdzie obroniła doktorat pt. "Elektryczny model stacjonarnych oscylacji cieczy idealnych o swobodnej powierzchni". W 1965 została pracownikiem naukowym Politechniki Rzeszowskiej, pełniła także funkcję Kierownika Zakładu Elektrotechniki, a następnie Zakładu Elektrotechniki Teoretycznej. Od 1968 była wykładowcą, od 1967 do 1972 prodziekanem, a w latach 1971-1972 dziekanem Wydziału Elektrotechniki i Informatyki. W 1991 przeszła na emeryturę. Została pochowana na cmentarzu Wilkowyja w Rzeszowie.